# Cajibío (ort)
Cajibío är en ort i Colombia.   Den ligger i departementet Cauca, i den västra delen av landet, 400 km sydväst om huvudstaden Bogotá. Cajibío ligger 1 826 meter över havet och antalet invånare är 3 365.
Terrängen runt Cajibío är platt åt sydväst, men åt nordost är den kuperad. Terrängen runt Cajibío sluttar västerut. Runt Cajibío är det ganska glesbefolkat, med 35 invånare per kvadratkilometer. Närmaste större samhälle är Morales, 15,8 km norr om Cajibío. I omgivningarna runt Cajibío växer i huvudsak städsegrön lövskog.